# Zavidince
Zavidince (cyr. Завидинце) – wieś w Serbii, w okręgu pirockim, w gminie Babušnica. W 2011 roku liczyła 356 mieszkańców.